# L'Art de la joie (roman)
Pour les articles homonymes, voir L'Art de la joie.
L'Art de la joie (italien : L'arte della gioia) est un roman de Goliarda Sapienza, écrit entre 1967 et 1976. 
Le livre, terminé en 1976, est refusé par toutes les maisons d'édition italiennes. Il reste inédit du vivant de l'autrice qui renonce à se battre pour "son enfant mort-né" et disparaît en 1996, à l'âge de 70 ans.
Édité de manière confidentielle en 1994 pour la première partie seulement, il est publié à titre posthume en édition complète en 1998 par les éditions Stampa Alternativa. Il est ensuite diffusé plus largement en Allemagne, en Espagne et en France.
L'Art de la joie est traduit en français par Nathalie Castagné et publié par les éditions Viviane Hamy en 2005. L'ouvrage est réédité en 2016 par les éditions Le Tripode, toujours avec la traduction de Nathalie Castagné.

## Genèse de l'œuvre
Le roman  tourne autour du personnage de Modesta : une jeune femme qui analyse le monde qui l'entoure (même étant petite) et pense beaucoup, mélange de sensualité et d'intelligence, dont le caractère est façonné par l’histoire de la Sicile et par ses aventures affectives, mais qui est protégée par un talisman intérieur à toute épreuve : « l'art de la joie ». Modesta traverse l'histoire du vingtième siècle dans ce milieu anarcho-socialiste.

## Le récit
Modesta est née le 1er janvier 1900 dans une maison pauvre d’un pays encore plus pauvre, mais prédestinée à rayonner bien au-delà des limites de son village et de son pays. Jeune fille, elle est envoyée dans un couvent et, à la suite de la mort de sa protectrice mère supérieure, elle se retrouve dans un palais noble où son intelligence lui permet de s'introduire dans la maison et la famille en faisant un mariage aristocratique arrangé. Cela ne l'empêche pas de continuer à séduire les hommes et les femmes de tous milieux : un ami généreux, une mère aimante, un amant sensuel.
Modesta est une femme qui transgresse toutes les règles afin de goûter au véritable plaisir spirituel et charnel.

## Réception
Le roman fleuve de l'autrice sicilienne terminé en 1976 et refusé par les grands éditeurs italiens, apparaît deux décennies plus tard de manière inattendue, à titre posthume, et s'impose par le bouche à oreille lent. Il est comparé par René de Cecatty au Guépard qui était « un chef-d’œuvre qui ne fut lu qu’après la mort de son auteur. » Il continue en décrivant l'esthétique littéraire de l'autrice en ces termes : « C’est ce travail sur le langage qui a permis une telle liberté de pensée et de style. Un style généreux, si l’adjectif ne paraît pas désormais galvaudé. Et qui nous arrive en français dans une traduction précise, fluide et lyrique. »

« Littéraire, parce que le rythme de narration est commandé par le style, animé de l’intérieur. Roman subjectif, L’Art de la joie n’obéit pas aux lois du naturalisme. »

— René de Ceccatty, « Le Monde des livres »
Le récit aux descriptions poétiques et érotiques, ponctué de dialogues aux digressions irréalistes et d'analyses psychologiques « d’une rare profondeur », possède une acuité politique propre à l'histoire de Goliarda Sapienza dont les parents étaient des militants socialistes anti-fascistes. La conception de ce livre, à la fois historique et littéraire, ne saurait être imaginée ailleurs qu’en Sicile.
L'Art de la joie fait aussi l'objet de commentaires de la part de l'autrice Marie-Hélène Lafon qui décrit l’œuvre en ces termes : « Je me suis fait violence pour aller au bout de l'Art de la joie. Tout y est démesuré. C'est un étrange objet qui prend le vent par tous les bouts. Mais ce qui est saisissant, c'est la puissance, l'énergie, l'élan vital éperdument jeté. » 

## Théâtre
La première moitié du texte est portée au théâtre par la troupe Get Out, mise en scène de Ambre Kahan et jouée pour la première fois en France à Valence le 8 novembre 2023. Le rôle de Modesta est tenu par Noémie Gantier. L'adaptation du roman nécessite quatre ans de travail. La pièce dure 5h30, elle est saluée par la critique et entame une tournée en France,.

## Marathon de lecture
Pour clôre l’année de Strasbourg Capitale mondiale du livre Unesco 2024, un marathon de lecture à voix haute de L’Art de la joie sur 24 heures est proposé par la ville.
Pendant plusieurs mois, les comédiens de la compagnie de théâtre Facteurs Communs proposent 300 heures d’ateliers de formation à la lecture à voix haute dans près de 150 lieux publics ou privés comme des entreprises, centres médico-sociaux, associations sportives, lycées, CSC…). Les volontaires rejoignent ensuite le projet du marathon.
Du samedi 12 avril 2025 à 16 h au dimanche 13 avril, même heure, 400 lectrices et lecteurs amateurs ou professionnels se succèdent sans interruption pour lire en intégralité le roman de 800 pages de Goliarda Sapienza au cœur du Musée d’Art moderne et contemporain de Strasbourg. Le cycle de lecture se termine par une ovation du public.

## Télévision
Un film documentaire est réalisé et diffusé par la chaîne ARTE par la réalisatrice Coralie Martin sous le titre Désir et rébellion - "L'art de la joie" de Goliarda Sapienza,.

## Radio
Plusieurs programmes de France Culture sont consacrés au roman de Goliarda Sapienza, L'Art de la joie dont un podcast en 5 épisodes en septembre 2015, Pages arrachées à Goliarda Sapienza.